# Giuliana Gavilán
Giuliana Gavilán (Villa María, 7 de marzo de 1996), más conocida como Shula Gavilán, es una jugadora profesional de balonmano argentina. Pivote en la selección nacional de Argentina, actualmente juega en el Balonmano Bera Bera.

## Carrera deportiva
Giuliana Gavilán comenzó su carrera deportiva en Argentina (Instituto Rivadavia, CIEF y Villa María Handball), pasó una temporada en España en el Balonmano Zuazo en categoría formativa, siguió por el Barrio Parque y el Unión Eléctrica, recalando y desarrollándose en el club argentino Jockey Club Córdoba, donde demostró su talento como pivote. Su habilidad para defender y generar oportunidades ofensivas le permitió captar la atención de los seleccionadores nacionales que le han llevado más de 80 veces al combinado argentino, con el que ha anotado más de 130 goles.
Posteriormente, Gavilán emigró a Europa para continuar su carrera profesional en clubes del extranjero. En España firmó en 2018 por Liberbank Gijón, en la Liga Guerreras Iberdrola, destacándose por su capacidad física y técnica en la defensa y ataque. Estuvo 2 temporadas en el Plan de Cuques francés, manteniendo la categoría con el recién ascendido equipo marsellés en ambas temporadas. Se convirtió en la primera argentina que debutó en la potente liga europea.
Se mudó al Balonmano Bera Bera en la temporada 2022/23 cubriendo las bajas de Eli Cesáreo y Ainhoa Etxeberría, que dejaban el club vasco. Con el conjunto donostiarra ha conseguido ya levantar 7 títulos nacionales, incluyendo un triplete en la temporada 2023/24. Fue parte de la histórica temporada 2024/25 en el que el conjunto donostiarra conseguiría clasificarse para cuartos de final de la Liga Europea de la EHF.

### Clubes
- 2014-18:  Jockey Club Córdoba
- 2018-20: Liberbank Gijón
- 2020-22: Plan de Cuques
- 2022-    : Super amara Bera Bera

#### Datos con clubes
Se muestran los datos hasta el 1 de abril del 2025
|          | Liga | Copa | Europa | Total |
| -------- | ---- | ---- | ------ | ----- |
| Partidos | 118  | 13   | 13     | 144   |
| Goles    | 278  | 32   | 30     | 340   |

### Selección nacional
En 2016, fue convocada a la selección argentina femenina de balonmano, conocida como "La Garra", con la cual ha participado en múltiples campeonatos internacionales, incluyendo campeonatos panamericanos y mundiales. Su presencia en competiciones internacionales la ha consolidado como una de las principales figuras del balonmano femenino argentino en la década de 2020.
Giuliana ha representado a Argentina en varios torneos internacionales, ganando la medalla de plata en todos ellos: campeonato suramericano, panamericanos, central sur americano. También ha jugado cuatro mundiales (2017, 2019, 2021 y 2023).

### Títulos y trofeos

#### De clubes
- 2 x División de Honor (2023/24, 2024/25)[15]
- 3 x Copa de la Reina (2023, 2024, 2025)
- 2 x Supercopa Ibérica (2023, 2024)
- 1 x Supercopa de España (2022)

#### Con la selección argentina
- 1 x  Medalla de plata en los Juegos Panamericanos (2023)
- 1 x  Medalla de plata en el Campeonato Panamericano (2017)
- 4 x  Medalla de plata en el Sur y Central Americano (2018, 2021, 2022, 2024)
- 1 x  Medalla de plata en el Sur Americano (2018)
- 1 x  Medalla de plata en el Panamericano Junior (2018)

#### Reconocimientos individuales
- Mejor atleta del año por el COA.[16]

## Vida personal
Aunque mantiene un perfil reservado fuera del deporte, se sabe que Gavilán es muy cercana a sus raíces en Argentina y ha mencionado en entrevistas su orgullo por representar a su país en el exterior. Conocida popularmente como "Shula", un apodo que ha adoptado tanto en su vida profesional como personal. Su participación ha sido clave en la evolución del balonmano femenino argentino, siendo considerada una referente de la nueva generación de jugadoras.